# Frans Cuspinera
Francesc Cuspinera Andrades, conegut artísticament com a Frans Cuspinera   (la Garriga, 16 d'abril de 1984), és un cantant i compositor català de folk català, amb influències del flamenc i d'altres estils com ara la música d'autor, el fado, la música àrab o world music.
Va estar al Taller de Músics de Barcelona. El 2007 enregistra en directe al Teatre El Patronat de la Garriga, també com a Frans Kuspi, un concert amb vint-i-tres temes, alguns d'ells de la seva primera maqueta El Sol no sale para todos i altres temes nous, que formaran la seva nova maqueta Registrados todos mis derechos. El 2016 estrena el videoclip del senzill «Jo sóc d'un paisatge» del seu primer disc Garoina (2017). Protagonitzat pels actors Aida Flix i Pol Hermoso, i dirigit per Ignacio Acconcia (ESCAC), va ser rodat el mes de juny del mateix any a Calella de Palafrugell i rodalia (Baix Empordà). El videoclip aconsegueix ser un dels cinc vídeos de la setmana de la revista núm. 150 de l'Enderrock. El 2017 es publica Garoina (PICAP), el primer disc de Frans Cuspinera. El 2017 obtingué el premi Carles Sabater a la millor cançó en català de l'any per «Jo sóc d'un paisatge».

## Discografia
- «Jo sóc d'un paisatge» (2016, PICAP), senzill[7]
- Garoina (2017, PICAP)[8]